# تایفون شانشان (۲۰۲۴)
تایفون شانشان (انگلیسی: Typhoon Shanshan)، چرخند حاره‌ای قدرتمندی بود که در اوت ۲۰۲۴ در ژاپن حرکت کرد. شانشان، که دهمین توفان به همین نام و چهارمین توفان در فصل توفان سالانه است، برای اولین بار در ۲۰ اوت در نزدیکی جزایر ماریانا مشاهده شد، با همرفت عمیق شروع به تحکیم کرد.